# 赖氨酸钠
赖氨酸钠是一种氨基酸盐，化学式为C6H13N2O2Na。它可由赖氨酸或赖氨酸双盐酸盐和氢氧化钠反应制得。它和三氟乙酸乙酯反应，加入乙酸后可以得到Nε-三氟乙酰基赖氨酸。